# Stripschrift
Stripschrift ist ein niederländisches Comicmagazin, das 1968 in Amsterdam gegründet wurde. Es gilt als ältestes noch erscheinendes Comic-Fachmagazin der Welt. Es erschien zunächst monatlich, dann zweimonatlich, und zurzeit achtmal im Jahr. Das Magazin wird heute von der Stichting Uitgeverij Stripstift (Stiftung Verlag Stripstift) in Rotterdam verlegt. Es enthält Comics und Informationen zum Thema aus dem In- und Ausland.
Zum Tode eines bekannten Künstlers wird ihm oder ihr eine ausführliche Rückschau gewidmet. Zahlreiche Artikel der deutschen Sekundärliteratur zum Thema Comics verweisen auf Artikel aus der Stripschrift. Das Magazin diente zudem als Vorbild für das 1974 gegründete deutsche Fachmagazin Comixene.